# Brüder Asam

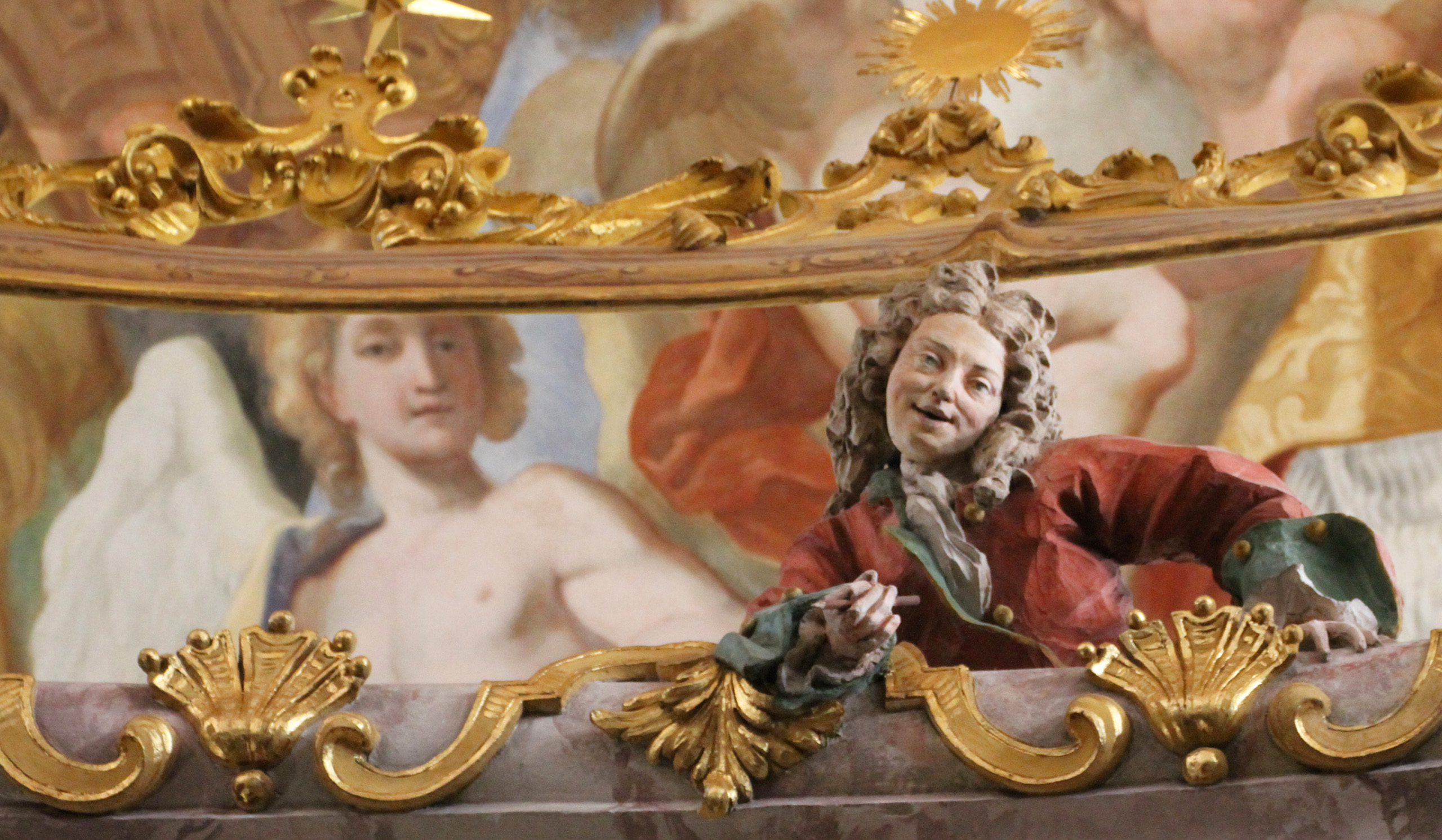
Egid Quirin (links) und Cosmas Damian Asam (rechts), Selbstbildnisse in der Klosterkirche Weltenburg

Die Brüder Asam, Cosmas Damian Asam (1686–1739) und Egid Quirin Asam (1692–1750), waren als Bildhauer, Stuckateure, Maler und Architekten tätig, die auf getrennte Rechnung, aber meist gemeinsam vor allem in Süddeutschland arbeiteten. Sie gehören zu den wichtigsten Vertretern des deutschen Spätbarocks.

## Leben

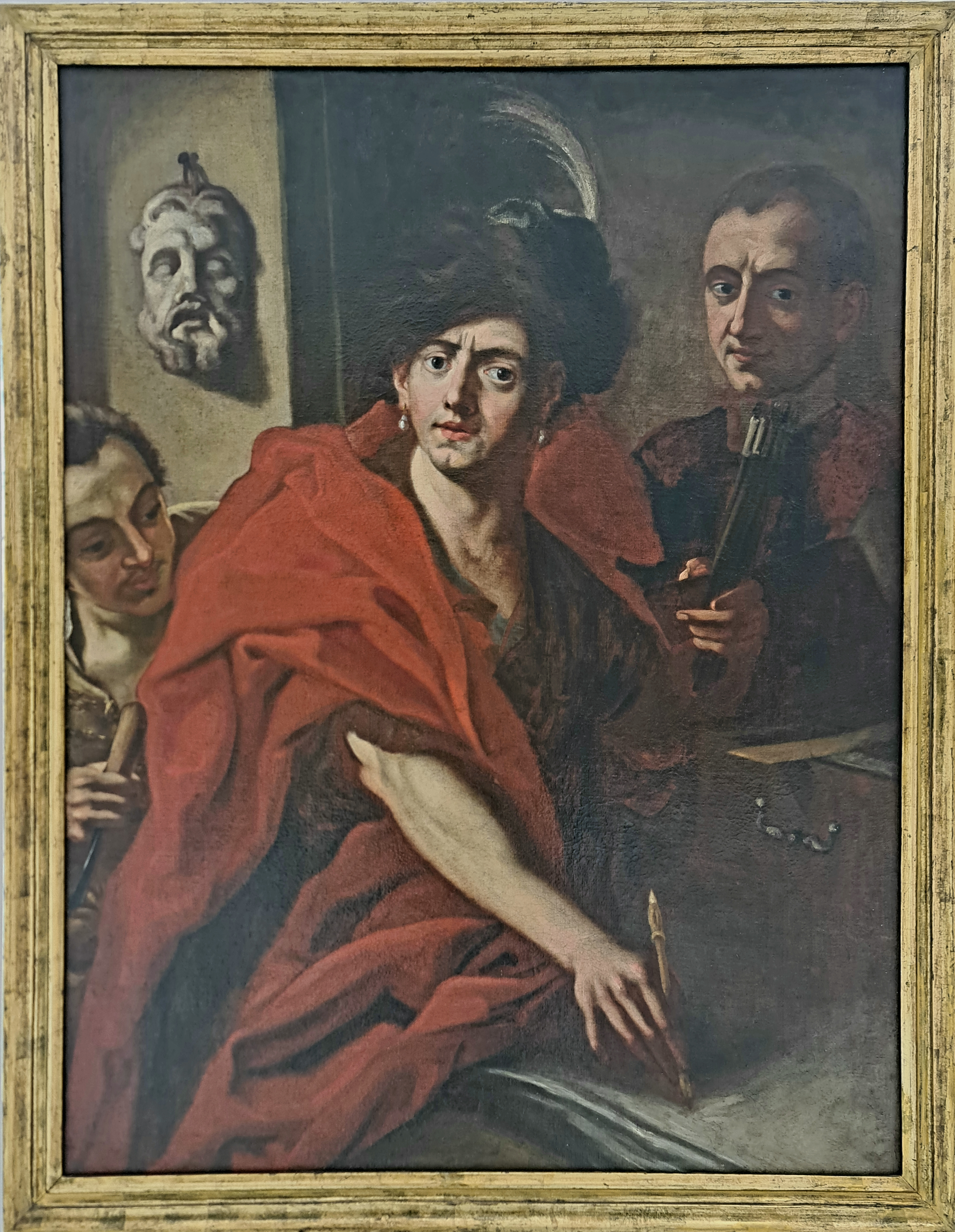
Cosmas Damian Asam

Egid Quirin Asam

Cosmas Damian Asam und sein Bruder Egid Quirin waren zwei von insgesamt neun Kindern des Klostermalers von Benediktbeuern, Hans Georg Asam. Beide erhielten bei ihrem Vater eine Ausbildung als Maler. Nach dem Tod des Vaters 1711 beschlossen sie, ihren Tätigkeitsbereich auf Stuckatur und Architektur auszuweiten, deshalb reiste Cosmas Damian, gefördert durch den Abt von Kloster Tegernsee zur Weiterbildung nach Rom. 1713 erhielt Cosmas Damian in Anwesenheit Papst Clemens XI. den ersten Preis seiner Malerklasse in der Accademia di San Luca. Es ist möglich, dass ihn sein Bruder Egid auf dieser Reise begleitete, obwohl er zu dieser Zeit seine Ausbildung beim Münchener Hofbildhauer Andreas Faistenberger absolvierte und 1716 erfolgreich abschloss. Nach der Rückkehr von Cosmas aus Italien erhielten die Brüder dank der engen Verbindungen zum Benediktinerorden zahlreiche Aufträge.
Beide Brüder setzten mit ihrer Neigung und Ausbildung das Erbe des Vaters fort. Cosmas Damian arbeitete als Maler und Bildhauer, Egid Quirin als Architekt, Stuckateur und Bildhauer. Da sich ihre Arbeitsschwerpunkte bei Bauaufgaben gut ergänzten, arbeiteten sie bei fast allen ihrer Aufträge zusammen.
Besonders Cosmas Damians großes Talent der Freskomalerei machte die Brüder schnell über die Oberpfalz hinaus bekannt. Seine Fresken waren ähnlich gefragt und bezahlt wie die des italienischen Zeitgenossen Giovanni Battista Tiepolo.
Waren die Fresken und Stuckarbeiten in Bamberg noch stark durch den Illusionismus bestimmt, gelang ihnen in späteren Arbeiten wie in Weingarten ein einheitliches Zusammenspiel einzelner Elemente, das einen bühnenartigen Rahmen für den Gottesdienst im Barock (das theatrum sacrum) bot. Mit dem Bau und der Ausgestaltung der Weltenburger Klosterkirche legten sie den Grundstein für ihren Ruhm. Ganz im Sinne des Spätbarocks gelang es ihnen dort auf beeindruckende Weise, Malerei, Plastik, Lichtführung, Raumgestaltung und Architektur zu einem einheitlichen Gesamtkunstwerk zu verbinden.
Sie schufen 1723/24 in nicht ganz eineinhalb Jahren die Freskierung und Stuckierung des Freisinger Doms und orientierten sich bei der Wahl der Farben für Fresken und Stuck an den Farben des Hochaltargemäldes von Peter Paul Rubens, so dass der Eindruck des Raumes ein harmonisches Gesamtbild hinterlässt.
Ihre Bauaufträge reichten von Böhmen bis nach Tirol und in die Schweiz, ab etwa 1727 waren beide in München ansässig. Ihr bekanntestes Bauwerk ist die Kirche Sankt Johann Nepomuk in München, neben ihrem Wohnhaus gelegen. Das Spätwerk entstand auf kleinstem Raum und ohne Auftrag für das persönliche Seelenheil der Brüder Asam.

## Schüler
Zu den Schülern von Cosmas Damian Asam werden u. a. gezählt:
- Joseph Fiertmair
- Christoph Thomas Scheffler
- Joseph Gregor Winck

## Werke

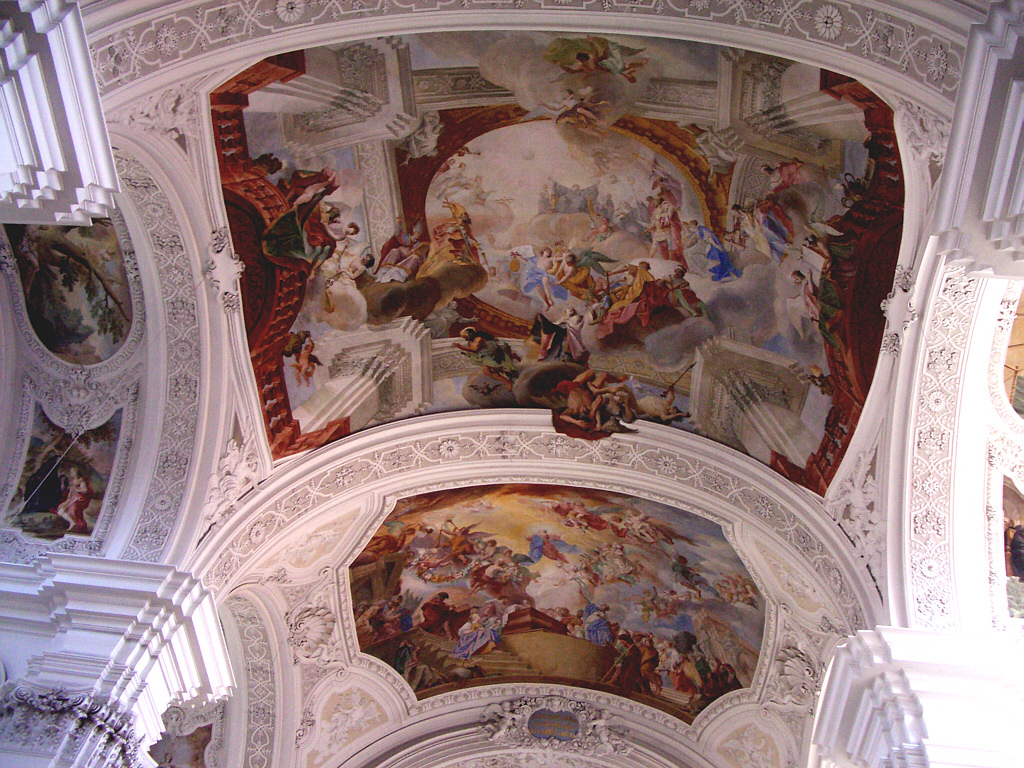
Deckengemälde der Klosterkirche Weingarten

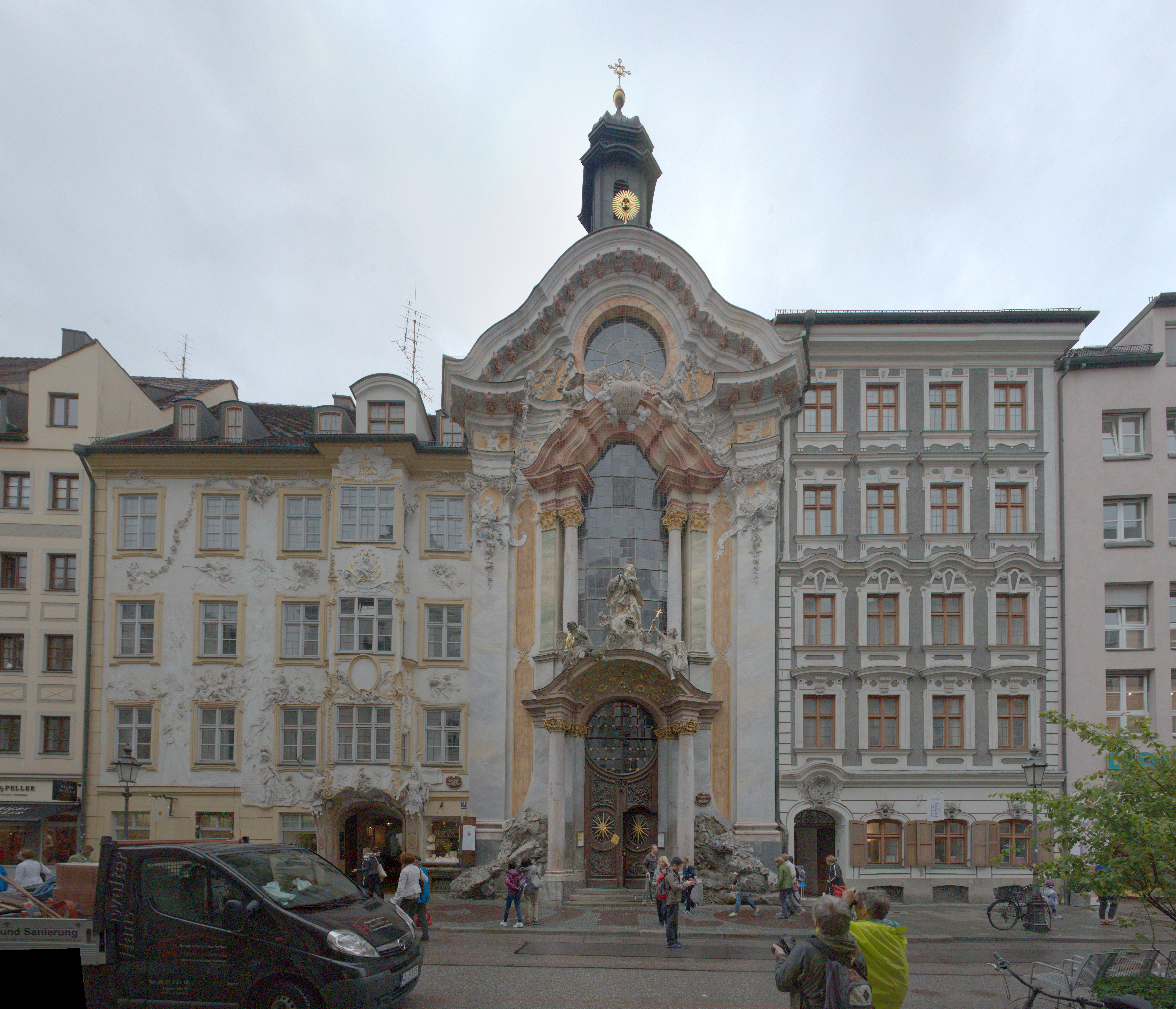
Die „Asamkirche“ (St. Johann Nepomuk) mit Asamhaus und Priesterhaus in München

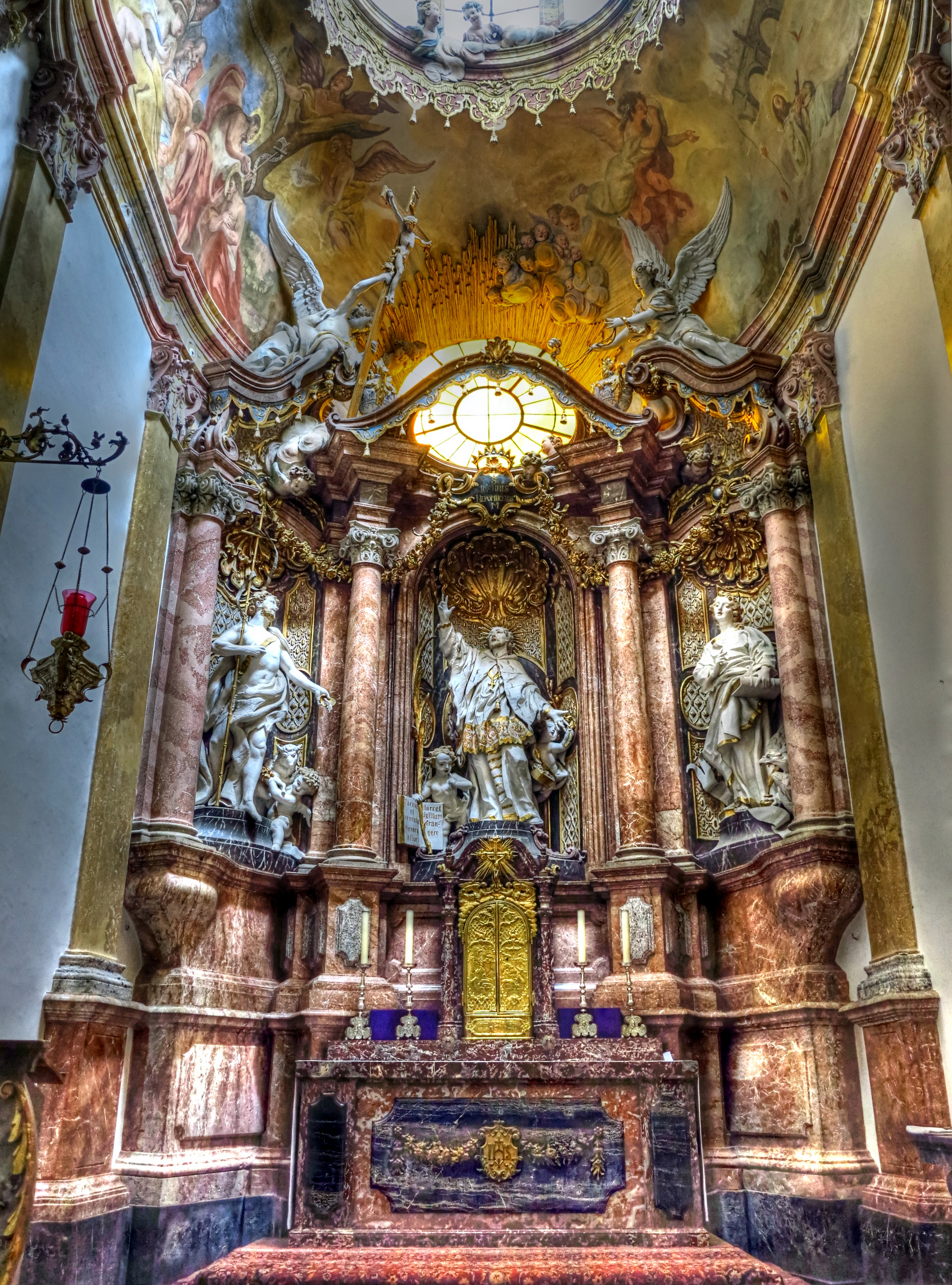
Johanni-Kapelle im Freisinger Dom

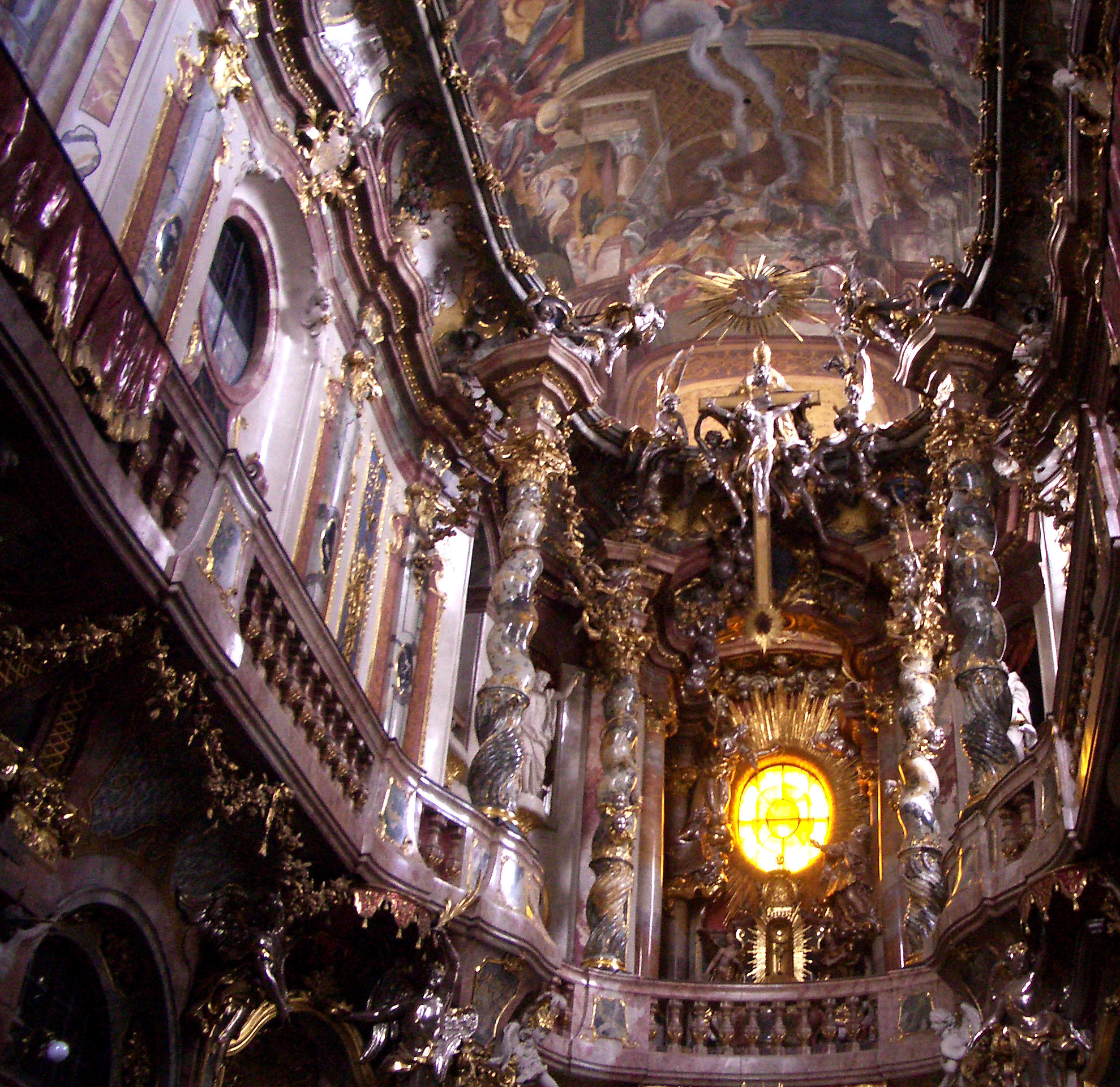
Inneres der Asamkirche in München

- Freskierung der Kuppel der ehem. Abteikirche Ensdorf, 1714
- Kuppelfreskierung in der Dreifaltigkeitskirche München, 1714/1715
- Freskierung der Fassade des Claudi-Cleer-Hauses in der Kaufingerstraße in München, 1715
- Fresken in der Klosterkirche Metten, 1715
- Seitenaltargemälde der Schutzengelkirche (ehem. Franziskanerkirche) in Straubing, um 1710
- Fresken in Bamberg, 1714
- Klosterkirche Weltenburg, 1716/18, 1721, 1734/36
- Klosterkirche in Rohr in Niederbayern, 1717/23
- Wallfahrtskirche Maria Hilf in Amberg, 1717
- Kloster Michelfeld, ab 1717
- Basilika St. Martin der Abtei Weingarten, 1719
- Kapelle St. Korbinian auf dem Weihenstephaner Berg in Freising, 1720, Abriss 1803
- Kloster Aldersbach, 1720, Deckengemälde und Stuckaturen in der Klosterkirche Mariä Himmelfahrt (Aldersbach)
- Schloss Schleißheim, 1721
- Fresken der St.-Anna-Kapelle in Kißlegg
- Dom zu St. Jakob in Innsbruck, 1722/23
- Dom St. Maria und St. Korbinian in Freising, 1723/24
- Klosterkirche Einsiedeln, 1724–1726
- Heilig-Geist-Kirche in München, 1727
- Stift Břevnov (Breunau) bei Prag, 1727
- Schlosskirche Bruchsal, 1728 (Zerstörung 1945)
- Entwurf für den Gnadenaltar der Wallfahrtskirche Mariä Himmelfahrt in Dorfen, 1728 (Ausführung 1740/49, Abriss 1868, Rekonstruktion 1971)
- Klosterkirche St. Anna im Lehel in München, 1729
- Klosterkirche St. Anna Gotteszell, 1729
- Jesuitenkirche (Mannheim), 1729–1731
- Schloss Alteglofsheim (heute Bayerische Musikakademie), 1730
- Kloster Sankt Emmeram in Regensburg, 1731–1733
- Klosterkirche Altenmarkt-Osterhofen, 1732
- Schlosskapelle Ettlingen, 1732
- Klosterkirche in Legnickie Pole (Wahlstatt) in Niederschlesien, 1733
- Asamhaus, Sendlinger Straße 34 in München, 1734
- St. Johann Nepomuk („Asamkirche“) in München, 1734
- Augustinerkirche in Regensburg, 1734
- Schlosskapelle St. Anna in Maxhütte-Haidhof – Pirkensee, 1734
- Altes Landhaus in Innsbruck, 1734
- Damenstiftskirche St. Anna in München, 1735
- Altäre der Schlosskirche Sandizell bei Schrobenhausen, 1735
- Ursulinenkirche zur unbefleckten Empfängnis Mariens zu Straubing, 1736–1739 (letztes gemeinsames Werk der Brüder)
- Maria de Victoria in Ingolstadt, 1736
- Johanni-Kapelle im Freisinger Dom, 1737/38
- Kloster Fürstenfeld, 1741

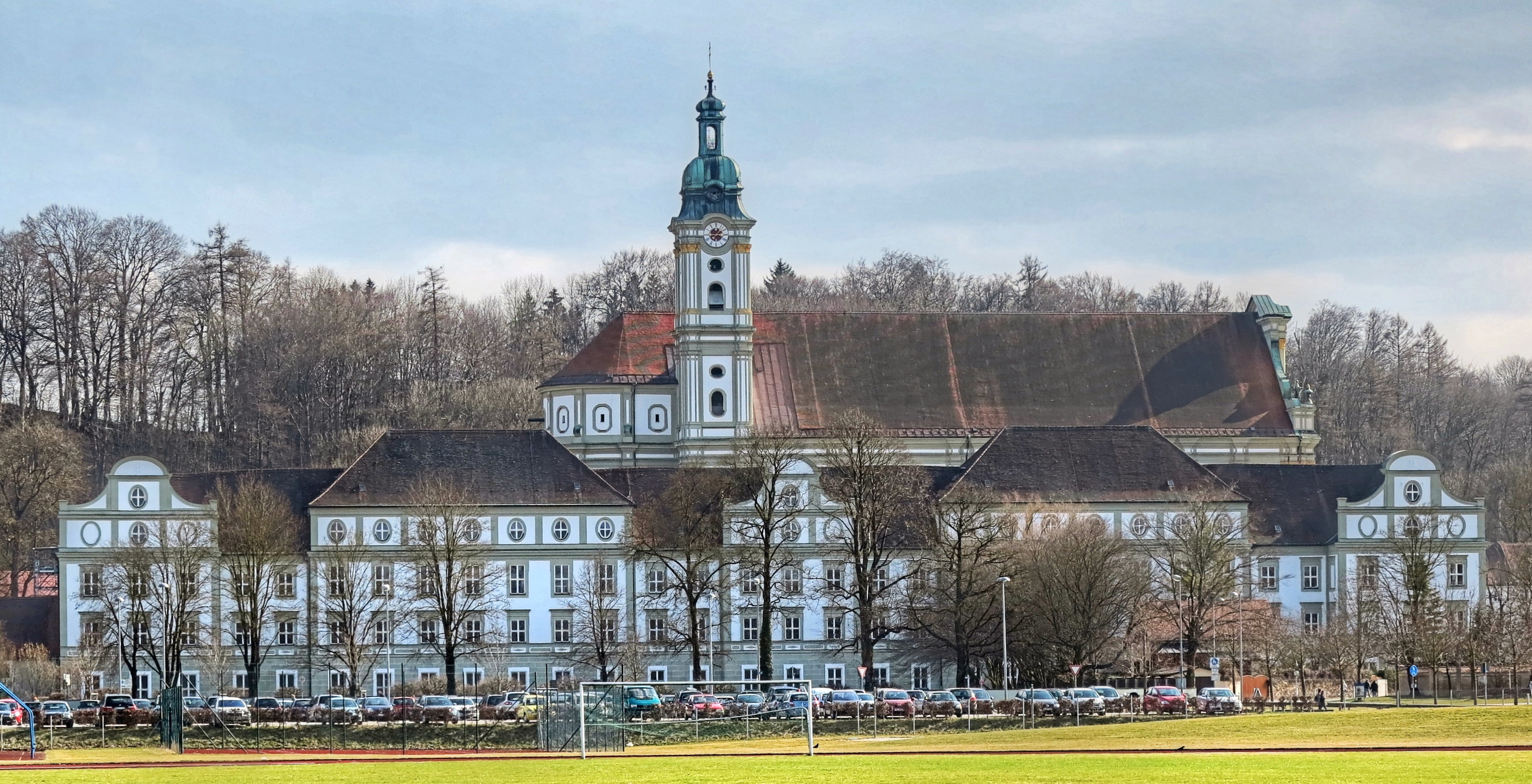
Kloster Fürstenfeld Seitenansicht

- Bischöfliches Palais Eichstätt, Gemälde Das letzte Abendmahl[1]
- Katholische Kirche St. Martin in Meßkirch/Baden, Nepomukkapelle